# Bradycellus nebulosus
Bradycellus nebulosus är en skalbaggsart som beskrevs av Leconte 1853. Bradycellus nebulosus ingår i släktet Bradycellus och familjen jordlöpare. Inga underarter finns listade i Catalogue of Life.